# Sabine Pedersen
Sabine Pedersen (født 5. maj 1986) er en tidligere dansk håndboldspiller. Hun har tidligere optrådt for Frederikshavn FOX, Aalborg DH, Viborg HK, FCM Håndbold og Randers HK. Hun har vundet flere danske mesterskaber.
Hun var med til at vinde det danske mesterskab tilbage i 2015, sammen med FC Midtjylland Håndbold, efter finalesejre over Team Esbjerg.